# Hokuto Matsumura
Hokuto Matsumura (松村 北斗 Matsumura Hokuto?, 18 de junio de 1995) es un ídolo y actor japonés perteneciente al grupo masculino de ídolos de Johnny's, "SixTONES".

## Biografía
Nació en Shizuoka y tiene un hermano 3 años mayor que él. Es cinta negra en karate e incluso ha ganado algunos torneos. Sus mejores logros incluyen el segundo lugar en el torneo de prefecturas y una calificación al torneo nacional. Dejó el karate en 2009 para enfocarse en su carrera artística.
Su motivación para enviar su currículum a Johnny & Associates fue la admiración a Tomohisa Yamashita luego de ver el drama “Kurosagi”.

## Carrera
Matsumura ingresó a la compañía Johnny & Associates en 2009 y pronto consiguió el CD debut como parte de la unidad temporal “Yuma Nakayama w/B.I.Shadow” y “NYC boys”.
Debutó como actor en “Shiritsu Bakaleya Kōkō” de NTV en 2012. Su actuación fue elogiada por Johnny Kitagawa y pronto obtuvo el papel protagónico en la serie televisiva “Kuro no Onna Kyoushi” en la hora estelar de TBS.
En 2013, Matsumura obtuvo el primer lugar en la revista de ídolos populares Myojo, en su encuesta anual “El Jr. que quisiera como novio". En marzo de 2014, fue uno de los miembros principales en “Gamushara”, el nuevo programa de variedades de Johnny's Jr. producido por TV Asahi, el cual finalizó su emisión el mismo mes en 2016.
El 1 de mayo del 2015, durante la presentación de “Johnny's Ginza”, que se llevaba a cabo en el Theatre Crea de Tokio, se anunció la formación de la nueva unidad de Johnny's Jr. llamado SixTONES conformado por los seis integrantes del elenco principal de “Shiritsu Bakaleya Kōkō”. En el mismo año, Matsumura protagonizó junto a Jesse y Juri Tanaka, integrantes de su agrupación, en la película “Vanilla Boy: Tomorrow Is Another Day” que se estrenó a nivel nacional en septiembre de 2016.
Junto a SixTONES, Matsumura ha participado en muchas obras teatrales y musicales, tales como "Shōnentachi", cada año, desde 2015 hasta 2019 junto a Snow Man, otro grupo perteneciente a Johnny's Jr. En 2020 hizo su debut, saliendo de los Johnny's Junior. hacia Johnny's. En 2020 (abril) estreno su canción " Navigator" que se volvió el opening de " Fugou Keiji" y  también su tercer álbum " NEW ERA" que es el opening de " Yashahime" secuela de iuyasha. En la actualidad sigue en el Grupo " SixTONES".

## Filmografía

### Televisión
| Año  | Título                                                                        | Rol             | Cadena Televisiva | Notas         |
| ---- | ----------------------------------------------------------------------------- | --------------- | ----------------- | ------------- |
| 2012 | Shiritsu Bakaleya Kōkō                                                        | Tetsuya Asada   | NTV               | Serie regular |
| 2012 | Kuro no Onna Kyoushi                                                          | Toshio Toda     | TBS               | Serie regular |
| 2012 | Piece                                                                         | Takashi Yanai   | NTV               | Serie regular |
| 2013 | Take Five                                                                     | Kazuma Dōjō     | TBS               | Episodio 7    |
| 2013 | Pintokona                                                                     | Shōhei Sawayama | TBS               | Serie regular |
| 2014 | Shark                                                                         | Ayumu Ryuzaki   | NTV               | Serie regular |
| 2014 | Kamen Teacher SP                                                              | Reiji Yusawa    | NTV               | Especial      |
| 2014 | Shark: 2da temporada                                                          | Ayumu Ryuzaki   | NTV               | Episodio 7    |
| 2018 | Yo ni mo Kimyou na Monogatari Especial de Otoño ‘18 ~Un atardecer Matemático~ | Daichi          | FujiTV            | Especial      |
| 2018 | Cross Road Season 3 ~ Gunshu no Seigi                                         | Noboru Iizuka   | NHK               | Serie regular |
| 2020 | 10 no himistu                                                                 | Tsubasa Date    | Fuji TV           | Secundario    |
| 2019 | Perfect World                                                                 | Haruto Watanabe | FujiTV            | secundario    |
| 2019 | Ichiokuen no Sayonara                                                         | Teppei Kano     | NHK               | Serie regular |

### Película
| Año  | Título                               | Rol             |
| ---- | ------------------------------------ | --------------- |
| 2012 | Gekijōban Shiritsu Bakaleya Kōkō     | Tetsuya Asada   |
| 2016 | Vanilla Boy: Tomorrow Is Another Day | Shūta Hayashi   |
| 2018 | Sakamichi no Apollon                 | Seiji Matsuoka  |
| 2019 | Shōnentachi                          | Daiken (N° 391) |
| 2021 | Liar × Liar                          | Toru Takatsuki  |
| 2021 | What Did You Eat Yesterday?          | Gō Tabuchi      |
| 2022 | xxxHolic                             | Shizuka Dōmeki  |